# Barchín del Hoyo
Barchín del Hoyo település Spanyolországban, Cuenca tartományban. Barchín del Hoyo Gabaldón, Valverdejo, Olmedilla de Alarcón, Buenache de Alarcón, Piqueras del Castillo, Chumillas és Solera de Gabaldón községekkel határos. Lakosainak száma 101 fő (2024).

## Népesség
A település lakosságának változását az alábbi diagram mutatja:
| Lakosok száma | 128  | 122  | 110  | 93   | 92   | 100  | 86   | 89   | 94   | 101  |
|               | 2001 | 2004 | 2006 | 2009 | 2011 | 2014 | 2016 | 2019 | 2021 | 2024 |